# البرقاوي (غنم)

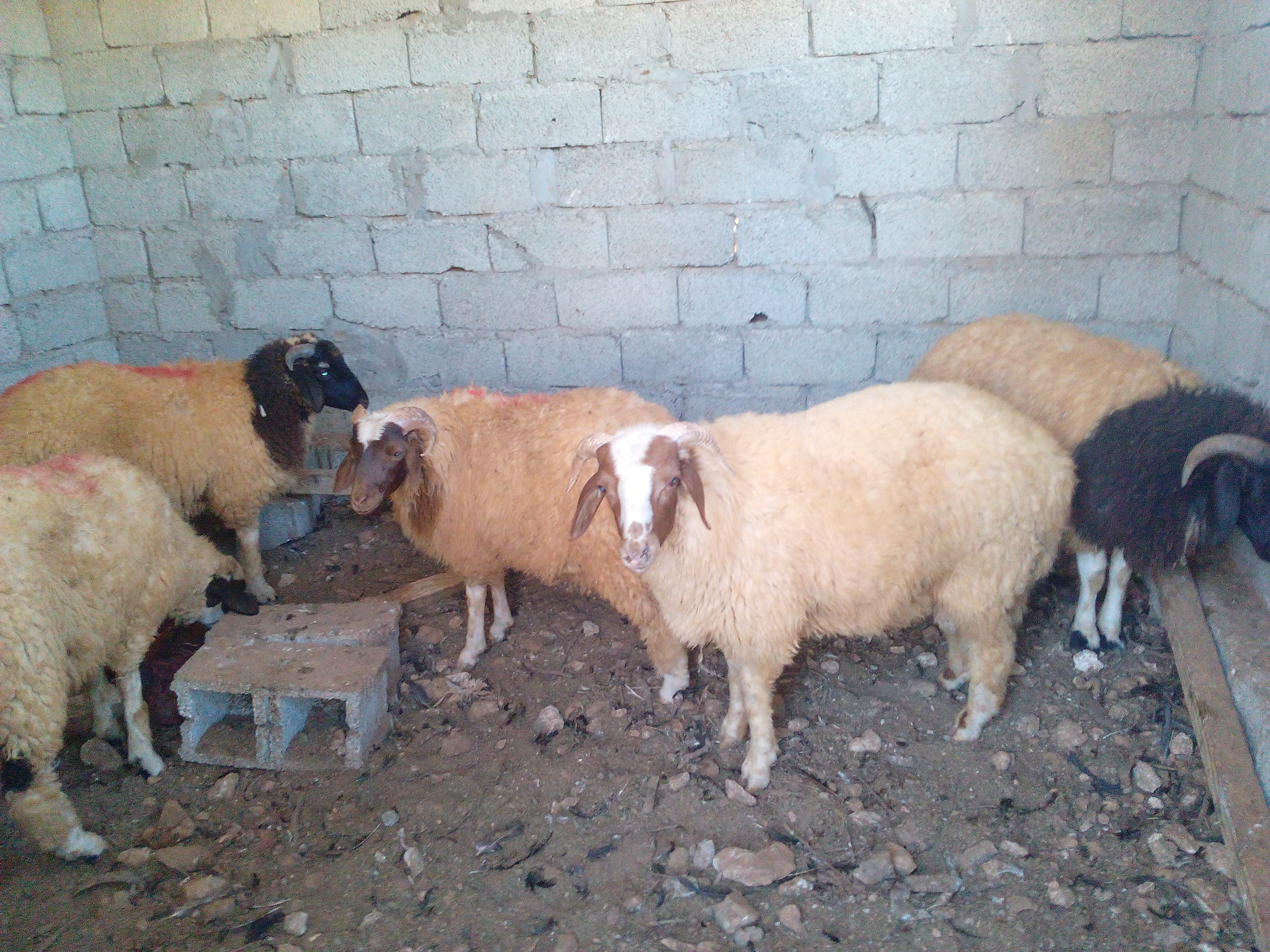
اضاحي البرقاوي بمدينة البيضاء في يوم عرفة

الخروف البرقاوي تعرف أيضا في مصر باسم بالبرقي وفي تونس والجرائز والمغرب باسم بالبركي هي سلالة أغنام ليبية الأصل سميت بهذا الاسم نسبة لاٍقليم برقة الذي يعتبر موطنها الأصلي، تتميز هذه الأغنام بأنها برية وذات وزن ثقيل وقرون عريضة، تعيش هذه السلالة في الجزء الشرقي لليبيا وصحراء مصر الغربية حيث أنتقلت اٍليها مع القبائل الليبية المهاجرة إلى مصر خلال فترة الاستعمار الإيطالي لليبيا.

## الخصائص
وهي أغنام برية تعيش فوق سفوح الجبل الأخضر شرق ليبيا والصحراء الليبية الشرقية، تمتاز بأرجلها الرفيعة لتسمح لها بالسير مسافات طويلة بحثًا عن المرعى كما تمتاز بـلذة الطعم والنكهة الخاصة بها بفضل أكلها للأعشاب المتواجدة فوق سفوح الجبل الأخضر مثل الريحان والقزيح والقمح والشعير.

## الصفات الشكلية
الأغنام البرقاوية كبيرة الحجم نسبة للأغنام الأخرى وذات رأس صغير وأنف مستقيم والأذن شبه بندولية متوسطة، القرون عريضة وقوية والصوف بني يميل اٍلى الأحمر شبيه بلون التراب واللية مثلثة وينتهي الذيل بعقدة ولا يصل إلى العرقوب، أما الوزن فالـخروف الذي يتجاوز عمره الستة أشهر فيصل وزنه اٍلى 30-50 كجم، ووزن الـثني (12 شهر - 18 شهر) وهو يمتلك جوز من القواطع المستديمة فيتراوح بين 60-85كجم. أما وزن الرباع (18 شهر - 24 شهر) يمتلك جوزين من القواطع المستديمة فـيتراوح بين 65 - 78 كجم.

## التاريخ
تنتشر الأغنام البرقاوي على طول الساحل الشمالي الشرقي لليبيا وسفوح الجبل الأخضر والمرتفعات الشرقية الأخرى وانتقلت إلى صحراء مصر الغربية عبر حركة القبائل من وإلى ليبيا منذ مئات السنين حتى استوطنت محافظة مطروح، ولذا كانت تسميتها بالبرقاوي نسبة إلي موطنها الأصلي برقة في ليبيا.

## وصلات خارجية
- (بالعربية) صحيفة الاهرام.
- (بالعربية) صحيفة التحرير.